# Ореляна (провинция)
Ореляна (на испански: Orellana) е една от 24-те провинции на южноамериканската държава Еквадор. Разположена е в източната част на страната. Общата площ на провинцията е 21 675,10 км², а населението е 159 500 жители (по изчисления за 2019 г.). Провинцията е разделена на 4 кантона, някои от тях са:
1. Франсиско де Ореляна
2. Лорето